# Sir L.
 (juin 2019).
Si vous disposez d'ouvrages ou d'articles de référence ou si vous connaissez des sites web de qualité traitant du thème abordé ici, merci de compléter l'article en donnant les références utiles à sa vérifiabilité et en les liant à la section « Notes et références ».
Sir L., pseudonyme de Lévon (ou Léon) Aradian, né à Beyrouth le 3 juillet 1932 et mort à Paris le 17 octobre 2019, est un peintre, dessinateur, pastelliste et lithographe français.
Il défend le « Nouveau Classicisme », un mouvement qu’il a contribué à codifier et fédérer autour de l’idée d’un art de sentiment populaire et d’un langage accessible à tous.

## Biographie
Sir L. est né à Beyrouth en 1932 dans une famille arménienne. Son père, rescapé du génocide arménien, s’était engagé en 1915 dans l’Armée française d'Orient. Sa mère était née à New York.
Sir L. a fait ses études chez les jésuites au lycée français de Beyrouth. En 1951, il arrive à Paris pour y poursuivre ses études à la Sorbonne. Dans les années 1950, il est actif dans les milieux littéraires et artistiques de Saint-Germain-des-Prés. Il voyage à pied pour découvrir la France et l’Europe, fait de multiples petits métiers (ramasseur de fraises dans les champs, laveur de vaisselle en Suède, déchargeur de camions aux Halles à Paris ou modèle à l’École des beaux-arts) et fréquente les ateliers de Jean Lurçat, Fernand Léger, Ossip Zadkine, Chana Orloff, Germaine Richier et l’Académie Julian.
En 1972, il se voue au dessin et à la peinture. Il participe à un grand nombre de salons : Salon d'automne, Salon Comparaisons, Salon de mai, Figuration critique et le Salon d'art contemporain de Montrouge. Dans les années 1970, c’est au Salon de la jeune peinture qu’il fédère les groupes « La Peinture pour qui ? », « Imaginaires de peintres et imageries populaires », « Crises » et « Classicismes et Réalismes ».
Dans les années 1980, il est le codificateur et le rassembleur d'un mouvement nommé « Nouveau Classicisme », qui regroupe une cinquantaine de peintres figuratifs, à l’écart des modes et des courants officiels,,.
L’esthétique que défend Sir L. est « une peinture de sentiment populaire », car « l'art a d'abord pour fonction de représenter les mentalités et les émotions fondamentales, les visions du monde des groupes humains en un langage qui leur soit compréhensible ».
Il est aussi en 1990 à l'initiative de l’exposition « Couleurs de la vie », qui réunit 100 artistes internationaux à la mémoire des victimes du génocide arménien et de tous les génocides du XXe siècle. Car l'art est pour Sir L. « l’antidote aux horreurs de notre temps ». L’exposition présentée d’abord à Paris, à la Bibliothèque nationale de France, circule ensuite en Europe, notamment au musée d'Art moderne de Madrid et à la Galerie nationale de Prague, à l’invitation du président Václav Havel.
L'artiste a participé à plus de 300 expositions d'art contemporain dont une trentaine d'expositions personnelles, en Allemagne, Andorre, Arménie, Belgique, Corée du Sud, Espagne, France, Grèce, Italie, Pays-Bas, Suède, Suisse et République Tchèque.
Ses tapis d’artiste ont été présentés à l'Exposition universelle d'Aïchi au Japon en 2005.
Il meurt le 17 octobre 2019 à Paris.

## Œuvres dans les collections publiques

### Andorre
- Gouvernement d'Andorre.

### Arménie
- Erevan, Galerie nationale d'Arménie.

### Belgique
- Bruxelles, musée de l'Érotisme et de la Mythologie.

### France
- Paris, Bibliothèque nationale de France[9], 
  - La Centauresse, 1974, lithographie ;
  - Le Couple, 1974, lithographie, trois planches
  - Femme au cerf, 1974, lithographie ;
  - La Fille à la pastèque, 1974, lithographie ;
  - Les Géants, 1974, lithographie ;
  - Calques Signature, 1976, trois dessins ;
  - Un jour le jour…, 1976, deux dessins, études pour la planche 105.
- Paris, musée de l'Érotisme
- Saint-Amand-Montrond, musée Saint-Vic[10]

## Publications
- « Qui est mécène », in: Les artistes comme lumpen mécènes, Paris, éd. Derivery Dupré Perrot D.D.P., 1982.
- « Modernité et Modernisme », préface du catalogue Classicismes et Réalismes d’une génération l’autre, Paris, éd. Les Hauts de Belleville, 1989.
- « Classicismes et réalismes au présent », préface du catalogue de l'exposition, Paris, galerie Alain Blondel, 1986.
- « Couleurs de la vie, un message de solidarité », préface au catalogue de l'exposition Couleurs de la Vie, Paris, Madrid, Andorre, Prague, Châteauroux, 1990-1991.
- « Suivez la flèche », Sir L. Bazaroff, Paris, Éditions André Balland, 1971.